# Artichaut Gros vert de Laon
L'artichaut Gros vert de Laon est une variété d'artichauts appelé aussi parfois, vert d'Italie ou tête de chat, cultivé dans la région de Laon dans le département de l'Aisne.

## Caractéristiques
Le Gros vert de Laon se rattache à la catégorie des « artichauts blancs ». De forme arrondie, son capitule est vert tendre avec des bractées serrées, larges et plutôt courtes. Il s'apparente au « camus breton » mais il est plus rustique et s'adapte mieux au froid. ; son capitule est plus petit que celui du camus. Son fond est charnu et large.
L'artichaut se sème dans la période avril-mai et se récolte entre fin août et septembre.